# AN/UYK-7
AN/UYK-7 — стандартный 32-разрядный компьютер ВМС США для систем управления надводных кораблей и подводных лодок, выпускаемых компанией UNIVAC (структурным подразделением корпорации Sperry Rand), начиная с 1968 года Используется всеми пятью видами вооружённых сил, в частности на кораблях ВМС США оснащённых системой «Иджис», кораблях береговой охраны США, во флотах союзников США, военно-воздушными силами, а также сухопутными войсками США.

## История
Осенью 1966 года ВМС инициировали среди компаний-изготовителей электроники разработку модульного компьютера общего назначения (general purpose modular computer). Свои заявки на разработку опытного образца с техническими предложениями подали Hughes Aircraft Corporation, Litton Industries, Inc., IBM Corporation, Control Data Corporation и UNIVAC. 11 января 1968 года контракт суммой $1.620.668 на разработку, создание, испытания и поставку заказчику первых двух машин AN/UYK-7 был предоставлен UNIVAC.

## Производство
12 августа 1969 года компания получила заказ на производство ещё 17 компьютеров. С тех пор, компанией по заказам различных видов вооружённых сил было произведено ещё несколько сот компьютеров указанной модели. Компьютер был предназначен для использования в трёх крупных программах ВМС США начала 1970-х годов: БИУС «Иджис», эсминцах типа «Спрюэнс», подводных лодках типа «Лос-Анджелес».
К концу 1970-х годов ВМС США поставлено более 500 компьютеров этого типа.
В середине 1980-х годов заменён компьютером AN/UYK-43 с той же системой команд. Списанные компьютеры использовались как запасные части для ремонта действующих компьютеров в США и зарубежных странах.

## Техническое описание
Мог работать как в однопроцессорной, так и многопроцессорной конфигурации. В конфигурации с одной стойкой имел память 48 к слов (3 модуля по 16 к слов) и 16 каналов ввода-вывода. Полный объём памяти мог быть доведён до 256 к слов (16 модулей по 16 к слов). Применялись конфигурации из 1, 2, 3 и 4 стоек.
Характерной особенностью AN/UYK-7 было параллельное чтение информации из нескольких банков памяти (скорость чтения увеличивалась 2, 4 или 8 раз в зависимости от числа процессоров). Процессор был подключён к памяти по шине, с которой могли одновременно работать до 3 процессоров.
Элементная база – интегральные микросхемы. Разрядность адресной шины – 18 бит. Архитектура AN/UYK-7 основана на архитектуре компьютера UNIVAC 1108. Выпускался также в авиационном исполнении с маркировкой UNIVAC 1832.

## Операционные характеристики
Компьютер AN/UYK-7 обладал следующими характеристиками:
- Разрядность — 32 бит
- Объём памяти — 256 к слов (1 Мбайт)
- Цикл:
  - память — 1,5 мкс
  - сложение/деление — 1,5 мкс
  - умножение — 10 мкс
  - деление — 17 мкс
- Тактовая частота — 1024 Гц[10]
- Число команд — 130

## Применение
Компьютер применяется на подводных лодках и надводных кораблях, системах управления вооружением кораблей, боевых информационно-управляющих системах, центрах боевого управления и обработки разведывательной информации, гидроакустических комплексах, радиолокационных станциях, наземном информационном оборудовании авиации и сухопутных войск. Ниже приводится список сопрягаемых устройств и систем:
- Сонар атомных подводных лодок типа «Огайо» (носителей БРПЛ «Трайдент»)
- Бортовое электронное оборудование атомных подводных лодок типа «Лос-Анджелес» (носителей КРМБ «Томагавк»)
- Бортовое электронное оборудование десантных вертолётоносцев (LHA), сторожевых фрегатов (PF), патрульных ракетоносных судов на подводных крыльях (PHM)
- Боевые информационно-управляющие системы AEGIS, NTDS, JPTDS (ВМС)
- Система управления торпедным вооружением подводной лодки MK 113 (ВМС)
- Тактический гидроакустический комплекс AN/BQQ-5 (ВМС)
- Радиолокационная станция обнаружения и сопровождения воздушных целей AN/TPS-59 (КМП)
- Передвижная автоматизированная станция обработки и анализа тактических разведданных TIPI (ВВС)
- Высокоточный бортовой радиолокатор переднего обзора/сопровождения целей самолётов AN/TPQ-27 (ВВС)
- Засекречивающая аппаратура связи (Армия)